# Ринг, Александер
Алекса́ндер Микаэ́ль Ринг (фин. Alexander Michael Ring; 9 апреля 1991, Хельсинки, Финляндия) — финский футболист, полузащитник клуба «Остин». Выступал за национальную сборную Финляндии.

## Карьера

### Клубная
Детство Александер Ринг провёл в Германии, куда его семья переехала когда ему исполнилось три года. Занимался в футбольной школе клуба «Байер 04» из Леверкузена. В 2008 году вместе со своей семьей вернулся в Финляндию. Выступал за резервную команду хельсинкского ХИКа, с которым и подписал свой первый профессиональный контракт в августе 2010 года. Остаток сезона Александер провёл в ныне не существующем «Тампере Юнайтед».
26 сентября 2011 года футболист продлил контракт с ХИКом до 2015 года. В январе 2012 года Александер Ринг был отдан в аренду в «Боруссию» из Мёнхенгладбаха на 1,5 года. Дебютировал в Бундеслиге 10 марта 2012 года в матче против «Фрайбурга». Первый гол за немецкую команду забил 22 августа 2012 года в ворота киевского «Динамо» в раунде плей-офф квалификации Лиги чемпионов УЕФА.
19 июня 2013 года Ринг перешёл в клуб Второй Бундеслиги «Кайзерслаутерн», подписав контракт до 2017 года. По сведениям прессы сумма трансфера составила 500 тыс. евро.
31 января 2017 года Ринг перешёл в клуб MLS «Нью-Йорк Сити». В главной лиге США дебютировал 5 марта 2017 года в матче стартового тура сезона против «Орландо Сити». В марте 2018 года Ринг получил грин-карту и в MLS перестал считаться иностранным игроком. 15 апреля 2018 года в матче против «Атланты Юнайтед» забил свой первый гол за «Нью-Йорк Сити». Был отобран для участия в Матче всех звёзд MLS 2018, в котором звёздам лиги противостоял итальянский «Ювентус». 11 октября 2018 года подписал новый долгосрочный контракт с «Нью-Йорк Сити». 7 февраля 2019 года Ринг был назначен вторым капитаном в истории «Нью-Йорк Сити» после ухода Давида Вильи в «Виссел Кобе».
17 декабря 2020 года Ринг был продан в клуб-новичок MLS «Остин» за $1,25 млн в общих распределительных средствах. 14 апреля 2021 года Ринг был назначен первым капитаном в истории «Остина». 17 апреля 2021 года сыграл в матче стартового тура сезона против «Лос-Анджелеса», ставшем для «Остина» дебютом в MLS. 1 июля 2021 года в матче против «Портленд Тимберс» забил свой первый гол за «Остин». 3 января 2022 года Ринг подписал с «Остином» новый двухлетний контракт по правилу назначенного игрока с опциями продления ещё на два года.

### В сборной
Дебютировал в национальной сборной 7 июня 2011 года в матче против сборной Швеции.

## Достижения
Командные
ХИК
- Чемпион Финляндии: 2011
- Обладатель Кубка Финляндии: 2011

Индивидуальные
- Участник Матча всех звёзд MLS: 2018